# Wiktor Wiącek

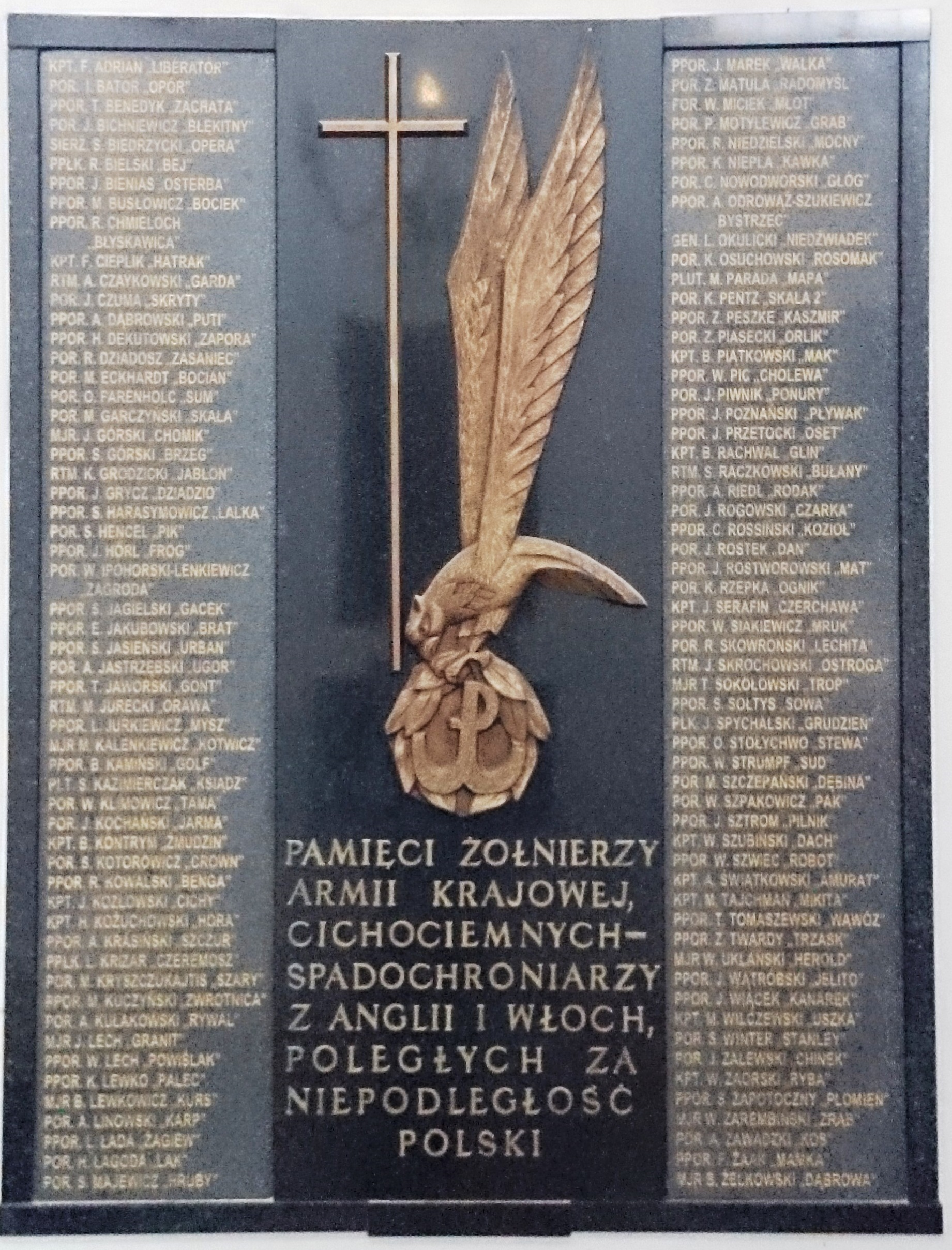
Tablica w kościele św. Jacka w Warszawie, upamiętniająca poległych cichociemnych, w tym Wiktora Jana Wiącka

Wiktor Jan Wiącek vel Wiktor Biliński pseud.: Kanarek, Czasza, Rakoczy (ur. 17 sierpnia 1919 w Miechocinie, data śmierci nieznana) – żołnierz Wojska Polskiego, oficer Polskich Sił Zbrojnych i Armii Krajowej, porucznik piechoty, cichociemny.

## Życiorys
Był synem Ludwika i Ludwiki z domu Sławek. Po ukończeniu gimnazjum i uzyskaniu matury w 1938 roku kontynuował naukę na kursie podchorążych przy 12 Dywizji Piechoty, po którego ukończeniu otrzymał w 1939 roku przydział do 51 pułku piechoty Strzelców Kresowych.
We wrześniu 1939 roku służył w Ośrodku Zapasowym 12 Dywizji Piechoty, w 51 pułku piechoty Strzelców Kresowych. Walczył z Armią Czerwoną pod Monasterzyskami, 19 września dostał się do niewoli. Po krótkim pobycie w łagrze został zwolniony i uciekł przez Węgry (22 listopada przekroczył granicę polsko-węgierską) do Francji, gdzie służył w 5 Małopolskim pułku ptrzelców pieszych i 6 Kresowym pułku ptrzelców pieszych 2 Dywizji Strzelców Pieszych na stanowisku zastępcy dowódcy plutonu. W marcu 1940 roku został przeniesiony do Samodzielnej Brygady Strzelców Podhalańskich. W kampanii norweskiej walczył w bitwie o Narwik, został tam odznaczony Krzyżem Walecznych. Po upadku Francji przedostał się przez Hiszpanię i Portugalię do Wielkiej Brytanii, gdzie przybył 10 września 1940 roku i służył w Batalionie Strzelców Podhalańskich 1 Brygady Strzelców. Od 28 grudnia 1941 roku służył w 1 Samodzielnej Brygadzie Spadochronowej.
Zgłosił się do służby w kraju. Przeszedł szkolenie w zakresie dywersji i został zaprzysiężony 31 stycznia 1943 roku na rotę Armii Krajowej w Oddziale VI Naczelnego Wodza. W nocy z 19 na 20 marca 1943 roku został zrzucony do kraju w ramach akcji „Beam” dowodzonej przez por. naw. Józefa Polkowskiego (zrzut na placówkę odbiorczą „Newa” w pobliżu wsi Odrowąż). Po aklimatyzacji od czerwca 1943 roku prowadził kursy dywersji i minerki na tajnych kompletach szkół podchorążych w Warszawie. Na początku sierpnia dostał przydział do Kedywu Okręgu Wilno AK na stanowisko instruktora dywersji. Pod koniec sierpnia został skierowany do oddziału Adama Boryczki „Brony”. Po aresztowaniu przez Niemców 1 września, uciekł z niewoli 14 września i następnego dnia dołączył do Boryczki, został dowódcą 3 drużyny jego oddziału. 15 października był ranny w czasie potyczki z oddziałem łotewskim. Od 1 listopada 1943 roku walczył w oddziale partyzanckim Zygmunta Szendzielarza „Łupaszki”. Był tam instruktorem dywersji, jednak wkrótce wszedł w skład sztabu, a następnie został dowódcą 1 plutonu. Oddział ten został przemianowany na 5 Wileńską Brygadę AK zwaną również „Brygadą Śmierci”.
Brał udział w wielu walkach i akcjach przeciw Niemcom, oddziałom radzieckim i litewskim, m.in.:
- zaatakował niemiecki pociąg gospodarczy w pobliżu Łyntup (23 listopada 1943 roku, zdobyto broń i sprzęt bez strat własnych)
- wykonał wyrok na komendancie posterunku policji litewskiej w Świrze (24 grudnia 1943 roku)
- brał udział w starciu z Niemcami w Żodziszkach (12 stycznia 1944 roku)
- uczestniczył w rozbiciu niemieckiej pacyfikacji wsi Worniany (31 stycznia) (85 zabitych po stronie niemieckiej, 19 zabitych po stronie polskiej)
- dowodził plutonem w czasie bitwy z 3 brygadami radzieckimi w pobliżu wsi Radziusze (2 lutego, 100 zabitych żołnierzy radzieckich, 2 zabitych po stronie polskiej)
- zaatakował radziecko-litewską bandę rabunkową „Borodacza” (16 zabitych wrogów, bez strat własnych)
- dowodził bitwą z oddziałami litewskimi w rejonie Malat (10 marca)
- rozbił niemiecki pociąg w pobliżu wsi Bujki (połowa marca, 7 zabitych Niemców, bez strat własnych, zdobyto broń i zaopatrzenie)
- zaatakował Janiszki rozbijając dwudziestoczteroosobowy posterunek policji litewskiej
- uczestniczył w bitwie pod Bołoszą (28 kwietnia) z stupięćdziesięcioosobowym oddziałem niemieckim
- dowodził nieudaną akcją na pociąg w pobliżu Pohulanki (8 maja)
- zorganizował zasadzkę na konwój ciężarówek niemieckich, wzięto do niewoli 15 Niemców
- schwytał burmistrza Świra z kilkoma innymi urzędnikami miejskimi
- uczestniczył również w wielu innych akcjach i bitwach Brygady.

Wiącek został w marcu 1944 roku dowódcą kompanii szturmowej (4 szwadronu), jednocześnie będąc zastępcą dowódcy Brygady. Od ok. 9 kwietnia Łupaszka przekazał Wiąckowi dowodzenie Brygadą (wkrótce został aresztowany). 19 kwietnia dowodzenie Brygadą przejął major Mieczysław Potocki, a 3 maja, ponownie, uwolniony przez Niemców Zygmunt Szendzielarz. Uznawany jest za dowódcę grupy wypadowej, która w dniu 23 czerwca 1944 roku podczas odwetu za zbrodnię w Glinciszkach zaatakowała zamieszkaną wówczas przez wojskowych osadników litewskich wieś Dubinki, mordując ponad 20 jej mieszkańców, w tym kobiety i dzieci.
Po rozwiązaniu 5 Brygady Wiącek ukrywał się, utrzymując kontakty z dowództwem AK. 1 sierpnia 1945 roku opuścił Polskę i 7 września zameldował się w Oddziale Specjalnym Sztabu Naczelnego Wodza w Londynie. Został na emigracji w Wielkiej Brytanii.

## Awanse
- podporucznik – ze starszeństwem z dniem 1 grudnia 1942 roku
- porucznik – 1 lipca 1944 roku.

## Odznaczenia
- Krzyż Walecznych – czterokrotnie.

## Upamiętnienie
W lewej nawie kościoła św. Jacka przy ul. Freta w Warszawie odsłonięto w 1980 roku tablicę Pamięci żołnierzy Armii Krajowej, cichociemnych – spadochroniarzy z Anglii i Włoch, poległych za niepodległość Polski. Wśród wymienionych 110 poległych cichociemnych jest Wiktor Jan Wiącek.